# 한칸높은걸침
한칸높은걸침은 소목, 화점 등 귀의 착점에 대하여 한칸 사이를 두고 제4선(세력선)상에 높게 걸치는 행마법이다.실리는 날일자걸침보다 못하지만, 포석의 스피드와 중앙으로의 발전성을 중시하는 현대의 실전바둑에서 자주 사용된다. 